# Битва при Бедзекке
Битва при Бедзекке (нем. Schlacht bei Bezzecca) — сражение, произошедшее 21 июля 1866 года между итальянскими и австрийскими войсками во время Третьей войны за независимость Италии. Итальянская армия под командованием Джузеппе Гарибальди захватила Тренто в рамках общего наступления против австрийской армии в северо-восточной Италии.
После нескольких недель боев у Монте-Суэлло и в Кондино добровольцы Гарибальди захватили Форте д'Ампола. Это позволило Гарибальди продвинуться в долину Валле-ди-Ледро, где он встретил ожесточенное сопротивление войск австрийского генерала фон Куна. Имперская бригада Монлюизана контратаковала в направлении Форте д'Ампола, несмотря на численное превосходство. Самая западная колонна под командованием майора Грюнне поднялась на Монте-Пичеа, средняя колонна под командованием майора Юлиана Риттера фон Крыницки попыталась продвинуться через Монте-Саваль в направлении Ленсумо. Майор Грюнне с тремя ротами егерей и двумя ротами 14-го пехотного полка отбросил противника между высотами Локка и Бедзекка.
Гарибальдиец полковник Кьясси был ранен, 500 человек попали в плен. Когда генерал Монлюизан обнаружил превосходство в силах противника в районе между Тионе и Амполой, ему пришлось как можно быстрее вернуться в окружающие горы, чтобы спастись. После первоначальной неудачной атаки окружения Гарибальди штурмовал Бедзекку в лоб, предварив атаку артиллерийской подготовкой, и взял городок после кровопролитного рукопашного боя, во время которого сам чуть не погиб. Потери австрийцев в бою составили 6 офицеров и 19 человек убитыми, 7 офицеров и 75 человек ранеными и около 100 пленными.
Во время последующего наступления на Тренто и крепость Лардаро до Гарибальди дошли известия о перемирии между Пруссией и Австрией. Предварительный мир от 27 июля 1866 года позволил Австрии перебросить войска на итальянский театр военных действий. Это сделало кампанию Гарибальди в Тренто бессмысленной; он подчинился приказу штаба Ламарморы и приказал своим альпийским войскам отступить.